# Antonino de Florencia
Antonino de Florencia (Florencia, 1 de marzo de 1389-4 de mayo de 1459), cuyo nombre de pila era Antonio Pierozzi, fue un fraile dominico italiano, venerado como santo en la Iglesia católica.

## Biografía
Antonino Pierozzi nació en 1389 y era hijo de un notario florentino. Entró en 1406 a la Orden de los Predicadores bajo la tutela de Giovanni Dominici, detractor de los humanistas que comenzaban a florecer en la ciudad. Fue nombrado Arzobispo de Florencia en 1446 por el papa Eugenio IV. Murió en dicha ciudad en mayo de 1459, a la edad de 70 años.
Entre sus obras destacan la Summa sacrae theologiae y la Chronica. Fue conocido por sus discursos moralizantes.
Fue elevado a los altares por el papa Adriano VI en 1523 y la Iglesia Católica celebra su festividad el 10 de mayo.

## Patronazgos

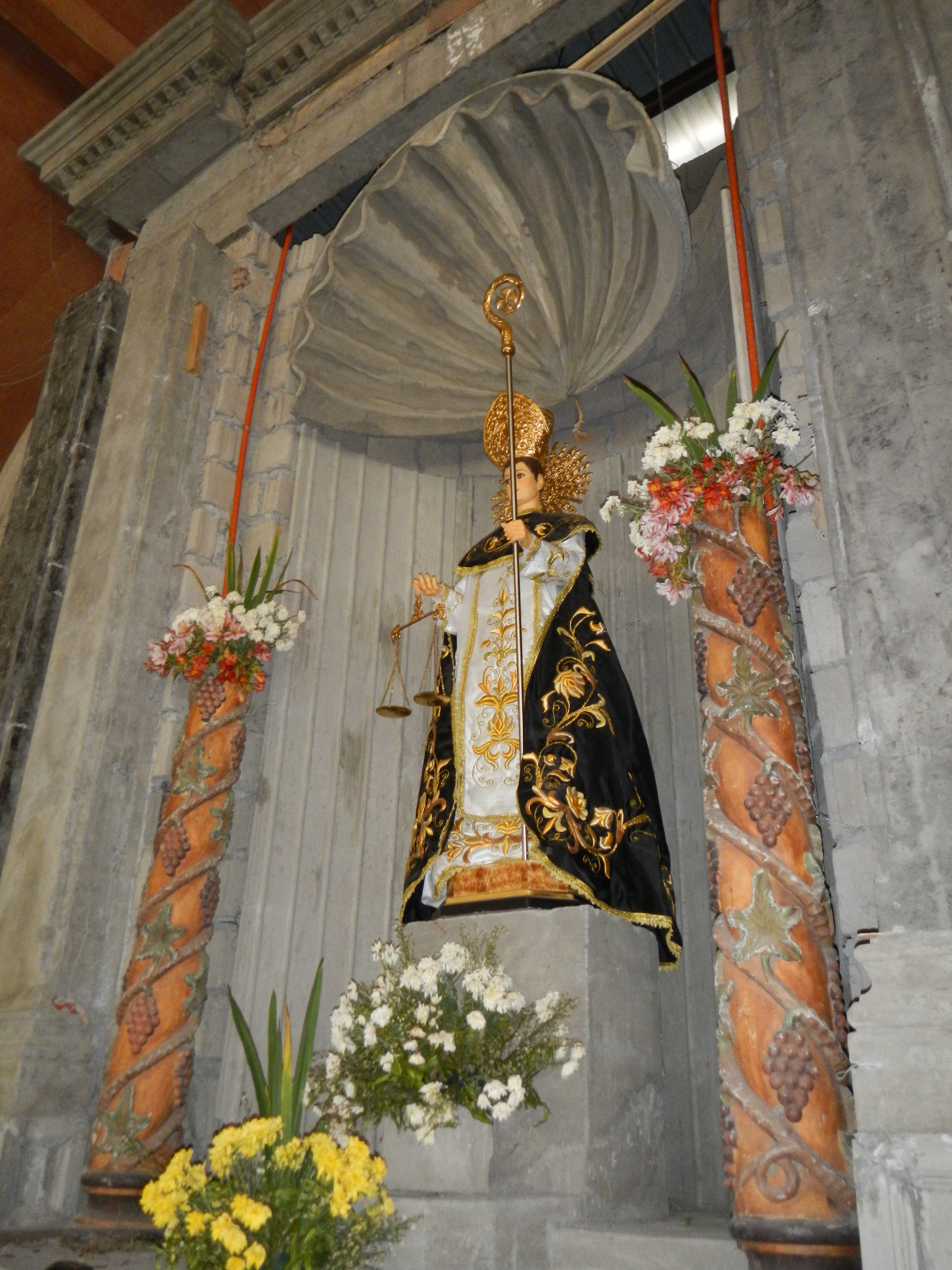
Imagen venerada en Pura (Filipinas).

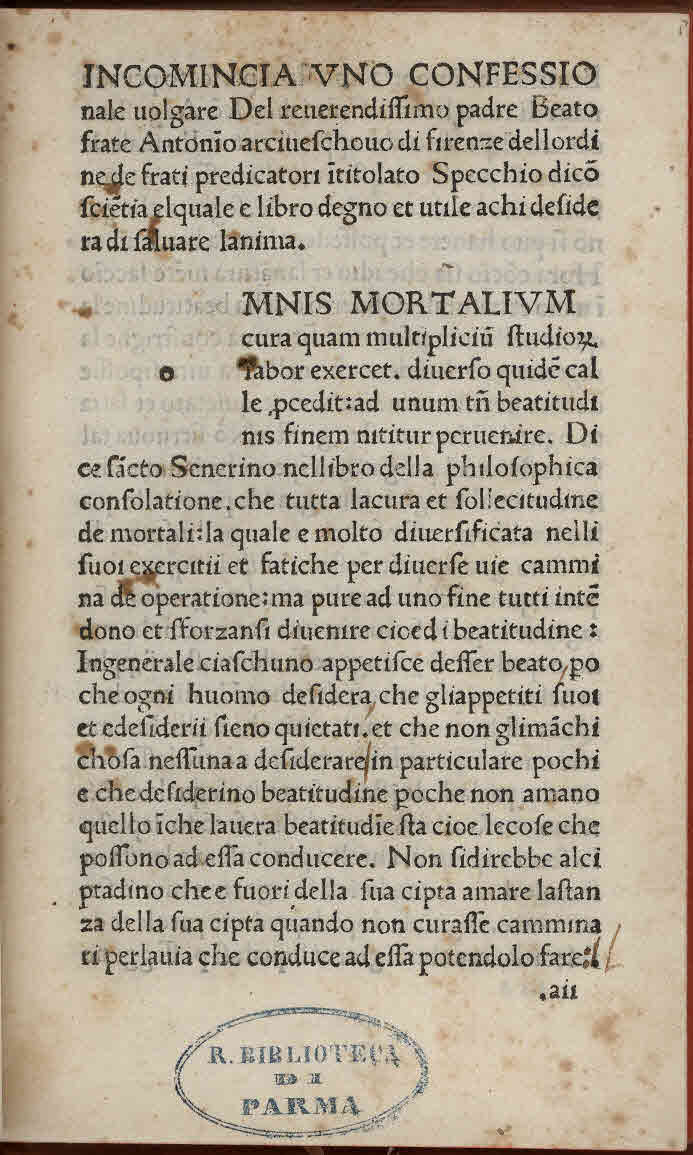
Confessionale, ca. 1488-1490

San Antonino de Florencia es el santo titular y patrono, junto a san Cenobio de Florencia de la arquidiócesis de Florencia, en la cual ejerció su ministerio pastoral. Su cuerpo incorrupto se venera en la basílica dominicana de San Marcos en la ciudad de Florencia (Italia). Mientras que su báculo pastoral se encuentra expuesto permanentemente en la cripta del monasterio de las hermanas dominicas del Espíritu Santo en la misma ciudad.
La Orden de los Predicadores celebra su fiesta con el rango de memoria obligatoria, salvo la provincia de España, que lo traslada al día siguiente, por ser ese día la memoria obligatoria de san Juan de Ávila.
Además es considerado el patrón del municipio filipino de Pura (Bayan ng Pura - Municipality of Pura), situado en la parte central de la isla de Luzón. Forma parte de la provincia de Tarlac situada en la Región Administrativa de Luzón Central, también denominada Región III.